# Kinesiologisches Tape
Kinesiologisches Tape (oder Physio-Tape) ist ein elastisches textiles, buntes Klebeband, welches in der Alternativmedizin und im Leistungssport Verwendung findet. In speziellen Techniken („Taping“) wird es auf die Haut aufgebracht und soll gesundheitsfördernde Wirkungen erzielen. Eine Wirksamkeit ist wissenschaftlich nicht bestätigt.

## Geschichte
1973 entwickelte der japanische Chiropraktiker Kenzo Kase († 2023) die Methode und in Zusammenarbeit mit der Firma Nitto Denko das zugehörige Tape.
Bei Sportverletzungen solle nicht die Ruhigstellung der Gelenke, sondern die Mobilisation des Stütz- und Bewegungsapparates im Vordergrund stehen. Die Nachhaltigkeit der manuellen Behandlung solle erhöht, Nebenwirkungen der chiropraktischen Behandlung verringert werden. Die Anwender verweisen darauf, dass kontrollierte, moderate Bewegung bei bestimmten Verletzungen den Heilungsprozess fördern kann.
Ende der 1980er Jahre begannen japanische und koreanische Sportler, die „bunten Pflaster“ zu verwenden. Bei den olympischen Spielen 2008 in Peking bestritten manche Sportler die Wettkämpfe mit kinesiologischen Tapes. Westliche Medien griffen das Thema auf. Auch im öffentlich-rechtlichen Rundfunk wurde das Thema aufgegriffen.
Heute bieten Hersteller und Anwender Taping-Varianten gegen Probleme aus den Bereichen Sportphysiotherapie, Sporttraumatologie, Schmerztherapie, Orthopädie, Lymphologie, Neurologie, Faszientherapie und vieles mehr unter verschiedenen Bezeichnungen an. Es gibt eine Vielzahl von Schulungs- und Seminarangeboten für Ärzte, Physiotherapeuten und Ergotherapeuten. Manche Produkte werden an Laien zum Selbst-Tapen vermarktet.

## Material
Die Materialeigenschaften sollen funktionelle Bewegungen (free range of motion) gewährleisten und freies Training ermöglichen, im Unterschied zum konventionellen, unelastischen Verband, der zur Kompression, Schienung und Augmentation eingesetzt wird.
Das Textil ist mit einer zehnprozentigen Dehnung auf die Trägerfolie (Papierunterlage) aufgebracht; es ist Baumwollgewebe mit Elastan-Fäden, Viskose, oder synthetisch. Die Elastizität der Tapes wird meist mit „dehnbar auf 130 bis 140 %“ der ursprünglichen Länge angegeben. Einzelne Anbieter verweisen auf eine Dehnbarkeit bis auf 180 %. Dabei sind die Tapes in erster Linie längs-, aber auch schrägelastisch. Dadurch kann das Tape den Gelenkbewegungen folgen. Die Elastizitätseigenschaften sollen ähnlich denen der menschlichen Haut sein. Auf das Trägermaterial ist Acrylatkleber wellenförmig aufgebracht, der durch Körperwärme und Anreiben aktiviert wird. Das Tape ist luft- und feuchtigkeitsdurchlässig. Es ist wasserbeständig und bleibt während des Duschens, beim Schwimmen und bei erhöhter Schweißbildung haften. Es hält bis zu sieben Tage auf der Haut. Der Handel führt Tape-Rollen und vorgeschnittene Stücke („Pre-Cuts“).

## Kontraindikationen und Nebenwirkungen
Allergische Reaktionen und Hautreizungen sind häufige Nebenwirkungen. Das Tape darf bei Allergie gegen Polyacrylat-Kleber („Pflasterallergie“) nicht angewendet werden. Es soll auch nicht auf erkrankte Haut (z. B. Pilzinfektionen, Erythem, Erysipel) geklebt werden.

## Studienlage
Trotz zunehmender Verbreitung fehlen überzeugende Belege zur Wirksamkeit oder zu den behaupteten Wirkmechanismen. Die vorliegenden Studien haben fast alle schlechte Qualität, sind von geringer Fallzahl und haben daher kaum Aussagekraft. Trotz teilweise statistischer Signifikanz ist die klinische Relevanz (Effektstärke) fraglich, da höchstens sehr kleine und damit vernachlässigbare Wirkungen zu beobachten sind.  
Wenn bei den Studien der Effekt auf Schmerzen beurteilt wird, besteht das Problem, dass diese Einschätzung rein subjektiv durch z. B. Patientenfragebögen erfolgt – dies ist nicht präzise und führt zu Verzerrungen. Zudem gestaltet sich der Vergleich mittels (verblindeter) Kontrollgruppe schwierig – es gibt nur die Möglichkeit, das Tape an die falsche Stelle anzubringen („Scheinbehandlung“). Hier besteht aber das Risiko, dass die Patienten dies bemerken sowie die Behandler über die Scheinbehandlung im Klaren sind und sich gegenüber den Patienten nicht gleich verhalten.
Objektiv messbare Parameter sind aussagekräftiger als die subjektive Wahrnehmung durch den Patienten. Bei einer Studie über Kniearthrose konnten  keine signifikanten Unterschiede bei Muskelkraft, Gehgeschwindigkeit oder Beweglichkeit des Knies zwischen den Gruppen (Taping, Scheinbehandlung und keiner Behandlung) gezeigt werden.
In anderen Indikationen wie Rückenschmerzen, bei einem Tennisarm oder Schulterbeschwerden konnte eine klinische Relevanz nicht gezeigt werden –  Evidenz für die Wirksamkeit ist wenig oder nicht vorhanden.
Noch am besten ist die Studienlage bei Sportverletzungen. Eine Literaturübersicht aus Sicht der Manuellen Medizin ergab hinreichende Evidenz für Schmerzreduktion und verbesserte Muskelfunktion. Dem gegenüber kommen zahlreiche andere Metaanalysen zu dem Ergebnis, dass kein stabiler Effekt belegt werden kann.
In Deutschland ist kinesiologisches Taping wegen des fehlenden Wirkungsnachweises keine Leistung der Krankenkassen. Einzelne Kassen beteiligen sich allerdings an den Kosten.